# Comté de Davidson (Caroline du Nord)
Pour les articles homonymes, voir Comté de Davidson.
Le comté de Davidson est un comté situé dans l'État de Caroline du Nord aux États-Unis. Son siège est la ville de Lexington et sa plus grande ville est Thomasville.

## Histoire
Le premier comté à avoir porté ce nom en Caroline du Nord a été créé en 1786, dans ce qui était alors la partie la plus à l'ouest de la Caroline du Nord, avec son siège à Nashville sur un territoire couvrant la plupart de ce qui est maintenant le Tennessee. Lorsque le Tennessee a été établi comme un État distinct en 1796, ce comté est devenu le comté de Davidson, dans le nouvel État.
L'actuel comté de Caroline a été formé en 1822 à partir du comté de Rowan. Il a été nommé d'après le général de brigade William Lee Davidson, un général de la guerre d'indépendance des États-Unis tué à la bataille de Cowan's Ford (en) sur la rivière Catawba en 1781.
En 1911, la création d'un nouveau comté appelé le comté du Piedmont a été proposée, avec High Point en tant que siège de comté, à partir des comtés de Guilford, Davidson et Randolph. Beaucoup de gens se sont rendus au palais de justice du comté de Guilford pour s'opposer à ce projet, promettant d'aller à la législature de l'État pour protester. Le plan a finalement été rejeté en février 1911.

## Communautés

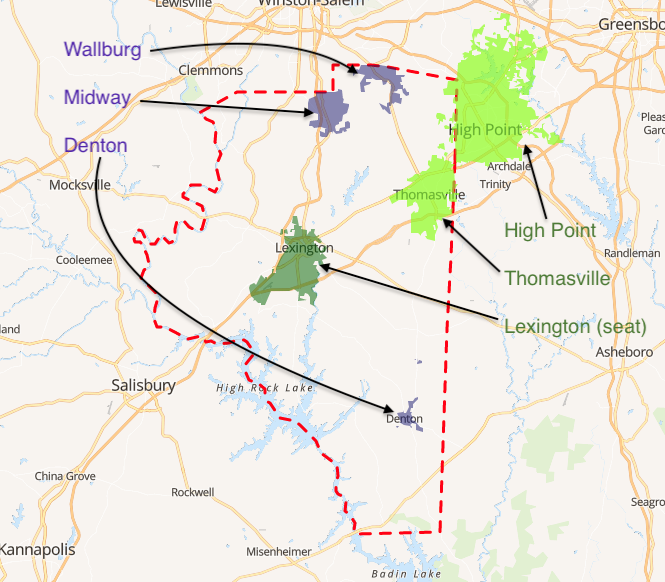
Localisation des communautés du comté.

### Cities
- High Point (en partie)
- Lexington
- Thomasville

### Towns
- Denton
- Midway
- Wallburg

### Census-designated places
- Southmont
- Tyro
- Welcome

## Démographie
| 1830   | 1840   | 1850   | 1860   | 1870   | 1880   |
| ------ | ------ | ------ | ------ | ------ | ------ |
| 13 389 | 14 606 | 15 320 | 16 601 | 17 414 | 20 333 |

| 1890   | 1900   | 1910   | 1920   | 1930   | 1940   |
| ------ | ------ | ------ | ------ | ------ | ------ |
| 21 702 | 23 403 | 29 404 | 35 201 | 47 865 | 53 377 |

| 1950   | 1960   | 1970   | 1980    | 1990    | 2000    |
| ------ | ------ | ------ | ------- | ------- | ------- |
| 62 244 | 79 493 | 95 627 | 113 162 | 126 677 | 147 246 |

| 2010    | - | - | - | - | - |
| ------- | - | - | - | - | - |
| 162 878 | - | - | - | - | - |